# Eopyrenula avellanae
Eopyrenula avellanae är en lavart som beskrevs av Coppins. Eopyrenula avellanae ingår i släktet Eopyrenula och familjen Dacampiaceae.   Inga underarter finns listade i Catalogue of Life.